# Muchajjam al-Amari
Muchajjam al-Amari (arab. ‏مخيم الأمعري‎, Muḫayyam al-Amʿarī) – obóz dla uchodźców w Palestynie, w muhafazie Ramallah i Al-Bira. Według danych szacunkowych Palestyńskiego Centralnego Biura Statystycznego w 2016 roku obóz liczył 6416 mieszkańców.